# Koprivshtitsa
Koprivshtitsa (en búlgaro: Копривщица; [ku.priv.ʃti.ʦə], a partir de la palabra коприва búlgaro, Kopriva, que significa "ortiga") es una ciudad búlgara de la provincia de Sofía. La ciudad constituye por sí misma uno de los veintidós municipios de la provincia.
Es una ciudad histórica ubicada en el centro del país, situada en la ribera del río Topolnitsa entre las montañas Sredna Gora. Fue uno de los centros de la Insurrección en abril de 1876 y es conocida por su auténtica arquitectura búlgara y los festivales de música popular, que lo convierten en un destino turístico muy popular. 
Koprivshtitsa es una de las ciudades búlgaras características, preservando el ambiente del Renacimiento Nacional Búlgaro período del siglo XIX. La ciudad se acurruca en la montaña y se sitúa 111 km al este de Sofía. 

## Demografía
En 2011 tiene 2410 habitantes, de los cuales el 94,73% son étnicamente búlgaros y el 1,83% gitanos.

## Patrimonio y cultura
La ciudad cuenta con un gran número de monumentos arquitectónicos de época, 383 en total, la mayoría de los cuales han sido restauradas a su apariencia original. Colecciones de tesoros etnográficos, armas antiguas, obras del renacimiento nacional, bien calado, el hogar y tejidos bordados, trajes típicos y joyería búlgara también se han conservado. Fue aquí donde se desarrolló la primera rebelión de contra la ocupación otomana en el año 1876.  
Desde 1965 el Festival Nacional de Folclore búlgaro ha tenido lugar cada cinco años en Koprivshtitsa, reúne músicos, artistas y artesanos de toda Bulgaria. Con miles de artistas intérpretes o ejecutantes en un establecimiento pastoral fuera de la ciudad, el Koprivshtitsa festival es el único evento musical búlgaro centrándose en actuaciones de aficionados, la mayoría de la música búlgara se interpretó en libertad durante el régimen comunista en Koprivshtitsa por Balkanton durante los decenios de 1970 y 1980. 

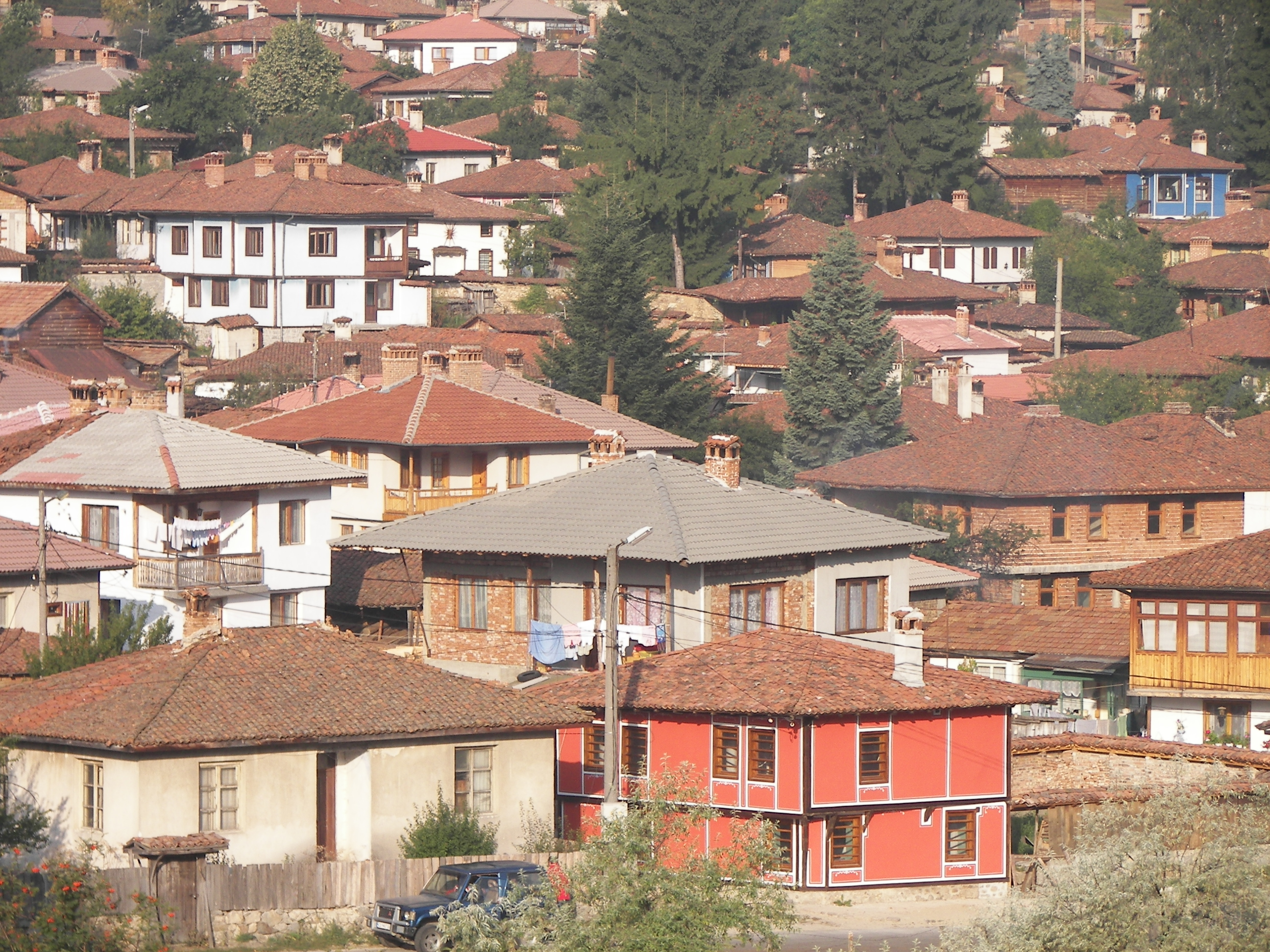
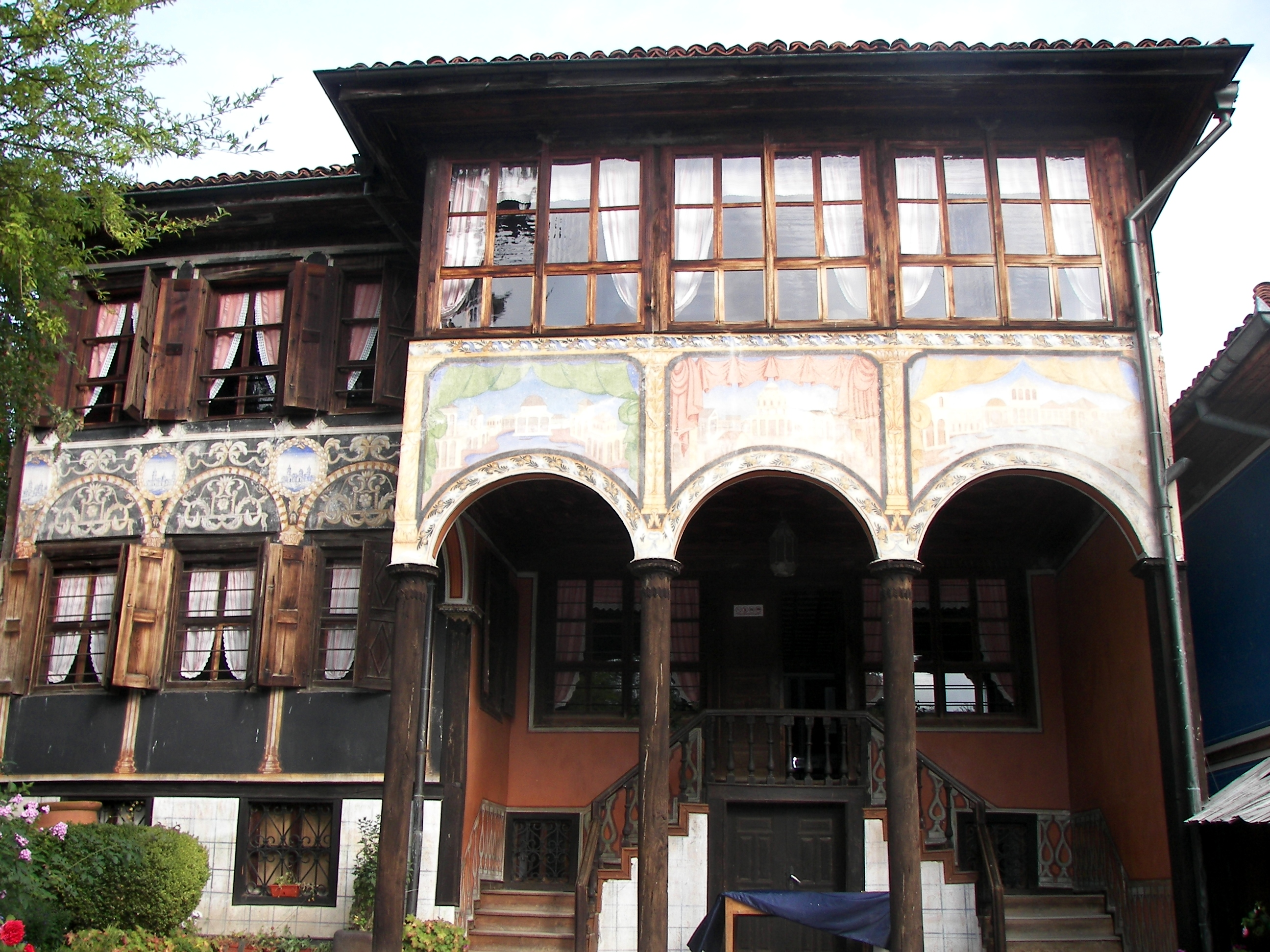
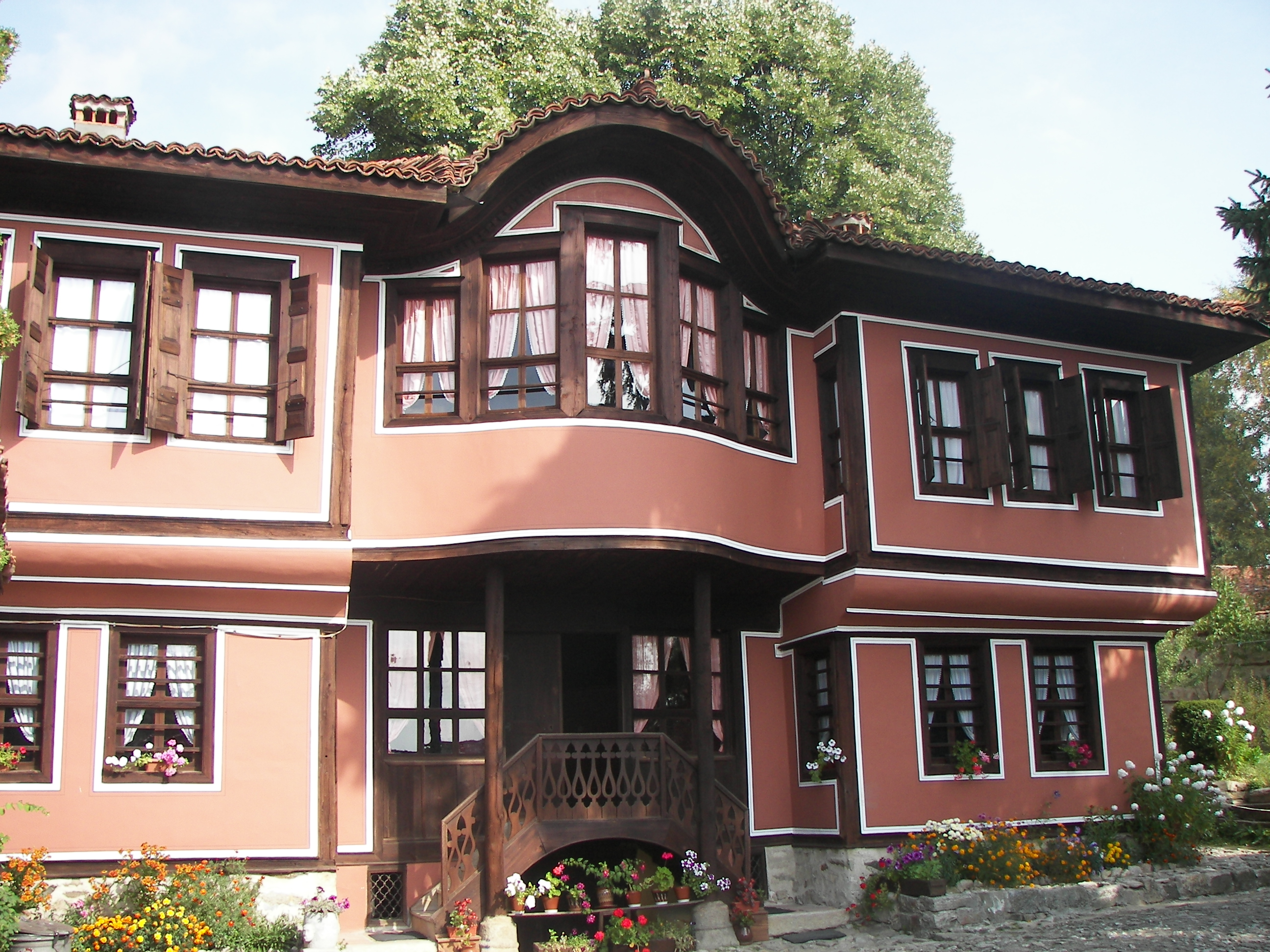
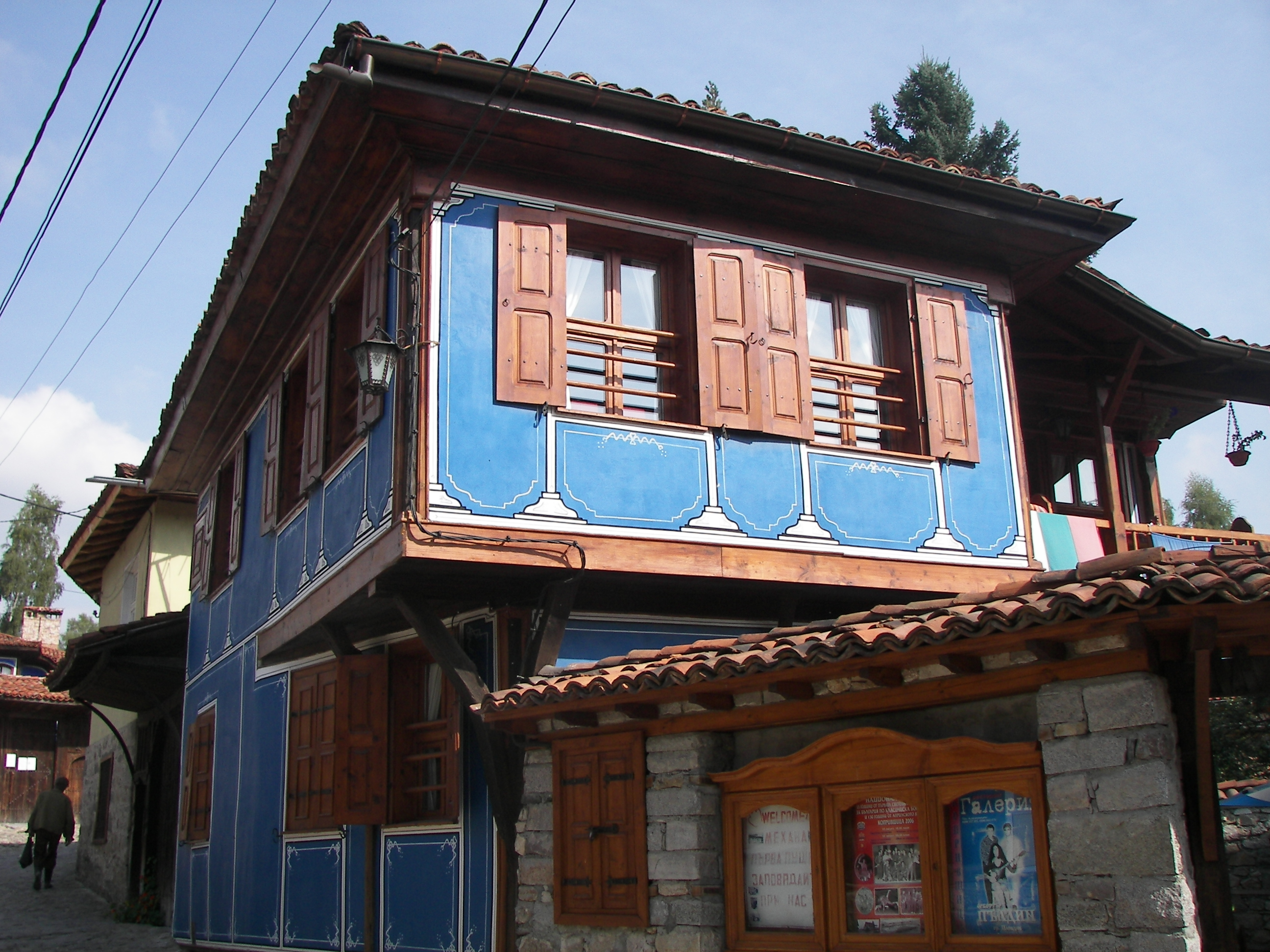
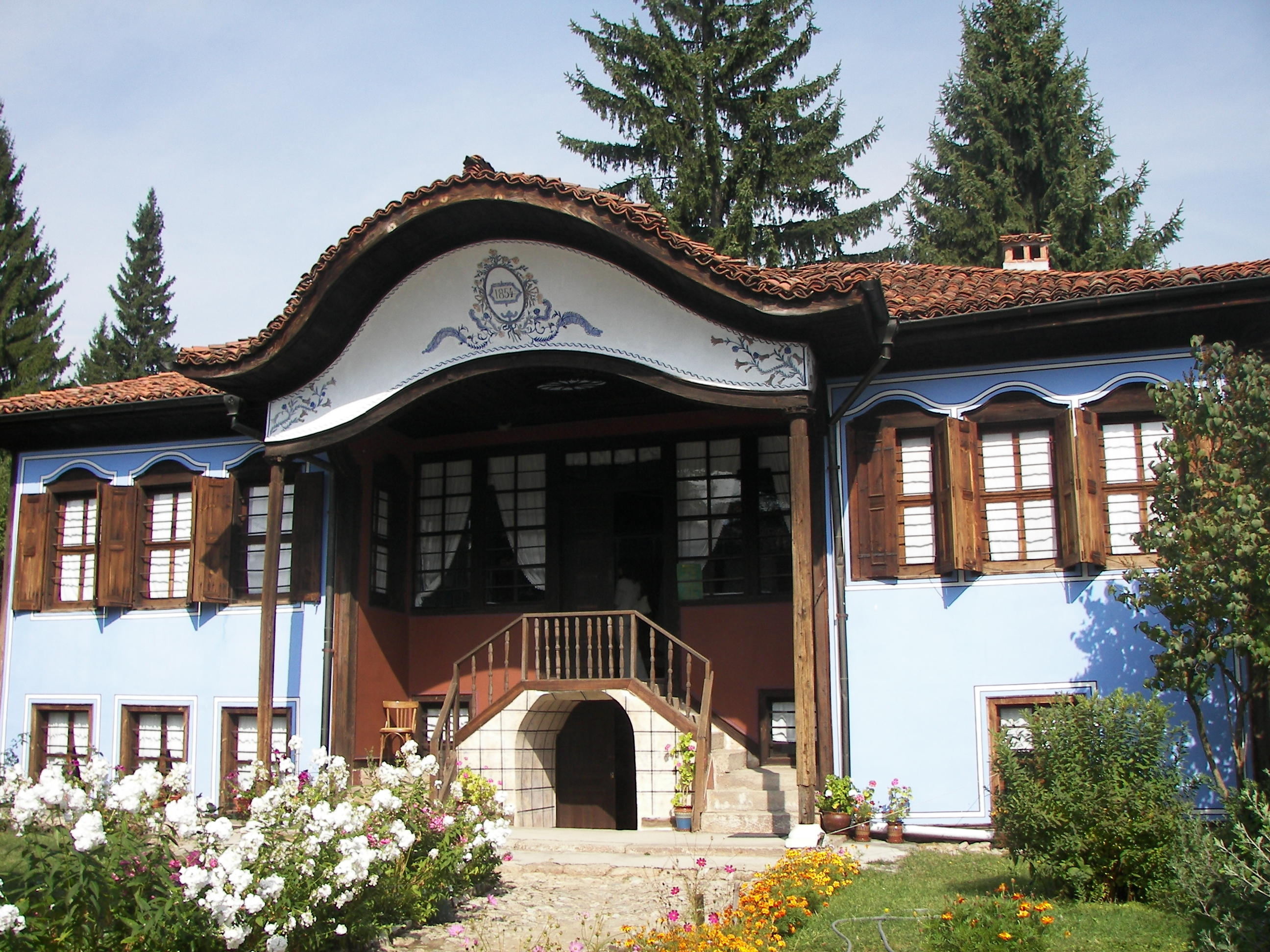